# Calzadilla (vino)
Calzadilla es una denominación de origen protegida como vino de pago de Castilla-La Mancha delimitada sobre 26 hectáreas del término municipal de Huete en Cuenca. Es uno de los Grandes Pagos de España.